# Ludy dagestańskie
Ludy dagestańskie – grupy etniczne zamieszkujące północno-wschodni Kaukaz.
Północno-wschodni Kaukaz jest obszarem o bardzo dużym zróżnicowaniu etnicznym. Narody zaliczane do ludów dagestańskich zamieszkują, oprócz Dagestanu, także pograniczne rejony Azerbejdżanu, Gruzji, Czeczenii i Inguszetii. Członków ludów dagestańskich łączą: posługiwanie się spokrewnionymi językami, kultura (np. tradycyjne zajęcia, takie jak rolnictwo, pasterstwo, obróbka metali, wyrób dywanów) oraz wyznanie (sunnizm).
Najliczniejsze ludy dagestańskie to:
- Awarowie kaukascy
- Lezgini
- Dargijczycy
- Lakowie